# Torremocha de Jarama
Torremocha de Jarama – miejscowość w Hiszpanii we wspólnocie autonomicznej Madryt, 62 km na północny wschód od Madrytu. Począwszy od 1979 r. alkadem miasteczka jest Carlos Rivera. Miasto wydaje się mieć swoje początki w czasach Cesarstwa Rzymskiego.